# Frústul
El frústul és la coberta silicificada, sovint finament perforada i ornamentada que protegeix exteriorment la cèl·lula de les diatomees. El frústul es compon gairebé exclusivament de sílice, a partir d'àcid silícic, i està recobert amb una capa fibrosa orgànica comú en les parets cel·lulars de les plantes com és la pectina.

## Estructura
Des del punt de vista estructural, el frústul està dividida en dues meitats o teques, que recobreix les cèl·lules de les diatomees. La teca superior que s'anomena epiteca i és lleugerament més gran i se solapa amb la teca inferior o hipoteca. La unió entre les dues teques s'anomena cíngol i permet un cert marge d'expansió interna addicional que és essencial durant el procés de reproducció quan la cèl·lules s'expandeix per permetre la formació de dues noves teques quan la cèl·lula mare es divideix. A mesura que la cèl·lula es divideix cada nova cèl·lula manté una teca del frústul original. Això és important atès que això significa que una cèl·lula "filla" és de la mateixa mida que la cèl·lula parental (que pot ser l'epiteca o la hipoteca), mentre que la nova teca complementària serà més petita. Les auxòspores són les cèl·lules especialitzades que reverteixen aquest fenomen per tal que les diatomees no vagin sent cada vegades més petites. Com ornamentació, els frústuls també contenen molts porus i obertures que proporcionen a la diatomea accés al medi extern per tal de poder eliminar els seus propis residus i secretar mucílags.

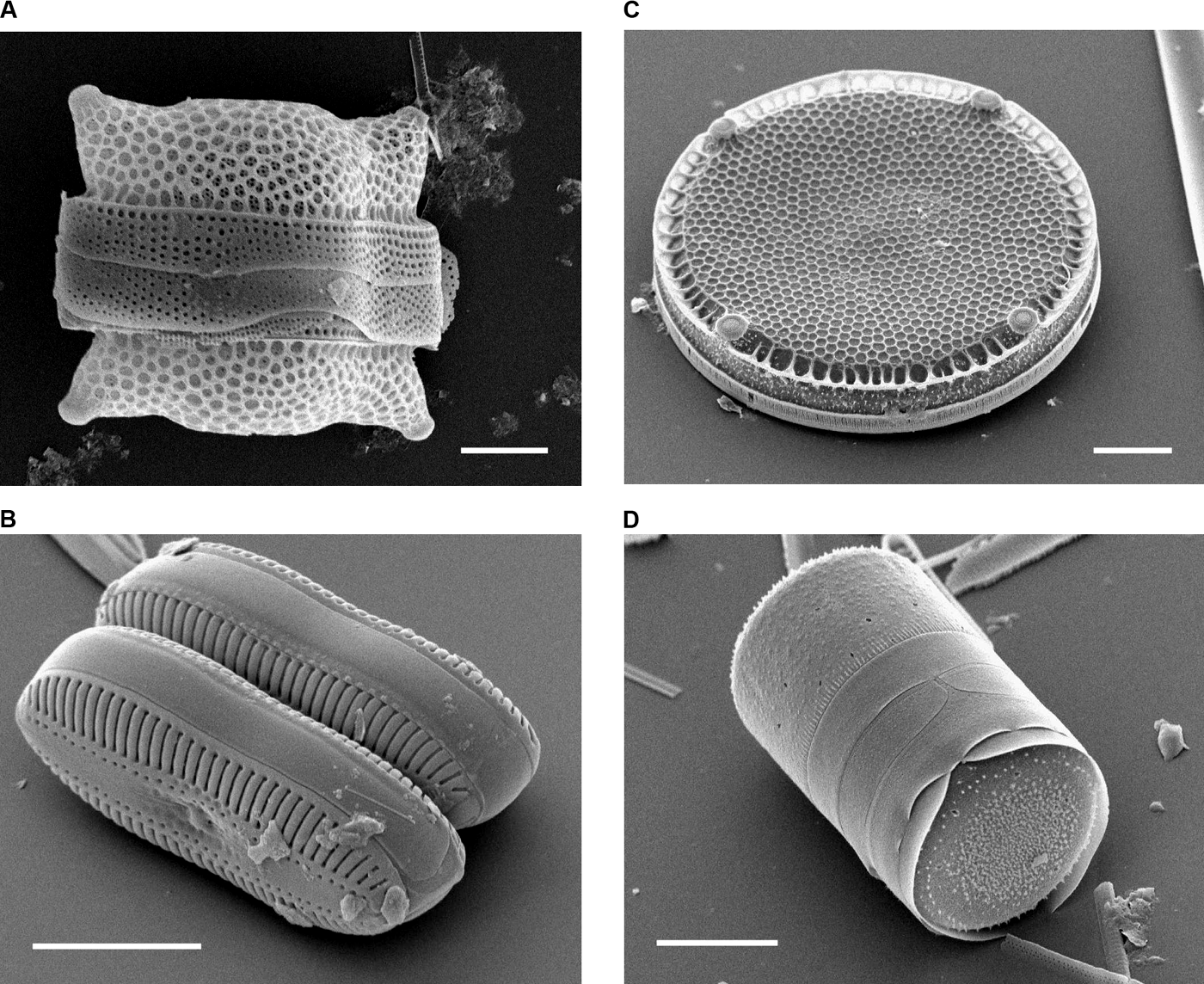
Frústuls de diverses diatomees

## Terra de diatomees
Quan les diatomees moren i la seva matèria orgànica es descompon, els frústuls s'enfonsen fins al fons del medi aquàtic. Aquest el material sobrant que es diu popularment terra de diatomees o, més exactament com diatomita, es fa servir comercialment per fer-ne filtres, en materials d'aïllament, antiaglomerants i com un abrasiu fi. També hi ha investigació en curs sobre l'ús de frústuls de diatomees al camp de l'òptica per les seves propietats geomètriques regulars.